# Projekt Lokus
Projekt Lokus je slovenski, nevladni, neprofitni projekt, ki deluje na področju izobraževanja javnosti o genetiki, metodah genskega inženiringa in biotehnologije. Deluje kot del BŠD (Biotehnološko študentsko društvo). Projekt se je začel kot iniciativa študentov biotehnologije na Biotehniški fakulteti Univerze v Ljubljani leta 2017.

## Kratka zgodovina
Študentski Projekt Lokus je nastal kot samoiniciativno združenje študentov na Biotehniški fakulteti, leta 2017. Sprva je šlo za družabne dogodke in skupinske razprave o posledicah hitrega razvoja biotehnologije, eksponentne rasti znanj genetike in posledice revolucije genskega inženiringa. Ustanovitelji so enotnega mnenja, da je velik problem v eksponentnem razvoju področja, da splošni javnosti manjka znanj. To vpliva na teme javnih debat, pisanje medijev in politično odločanje. Ime izvira iz poimenovanja za lokacijo genetske informacije na kromosomu lokus. Projekt je neprofitabilna organizacija in glavni akterji so prostovoljci, večinoma študenti biotehniških smeri.

## Glavne dejavnosti
Glavna dejavnost projekta Lokus so predavanja na srednjih šolah in fakultetah. Tem se pridružijo tudi aktivnost in objave na socialnih omrežjih, kjer delijo znanstvene in poljudnoznanstvene raziskave in članke s področja genetike, genskega inženiringa in biotehnologije v Sloveniji in po svetu. V letu 2019 so svoje delovanje in ideologijo predstavili tudi na dogodku TEDx Univerze v Ljubljani. Povabljeni so bili tudi v pogovorno oddajo Znanstveni intervju Radia Študent. V sklopu festivala ITN. v Vodnikovi domačiji so organizirali pogovor s strokovnjakinjami s področja molekularne biologije in kognitivne znanosti o komunikaciji znanstvenikov z javnostjo. Glavna tema je bila razumevanje razlogov za razlike o odnosu do GSO med strokovnjaki in splošno javnostjo. Poleg organizacije dogodkov, pa je glavna dejavnost leta 2019 postala tudi grajenje spletnega učbenika o genetiki in genskem inženiringu, napisanem v slovenščini. Učbenik je dosegljiv na spletni strani projekta.